# Wallfahrtskirche Monte Grisa

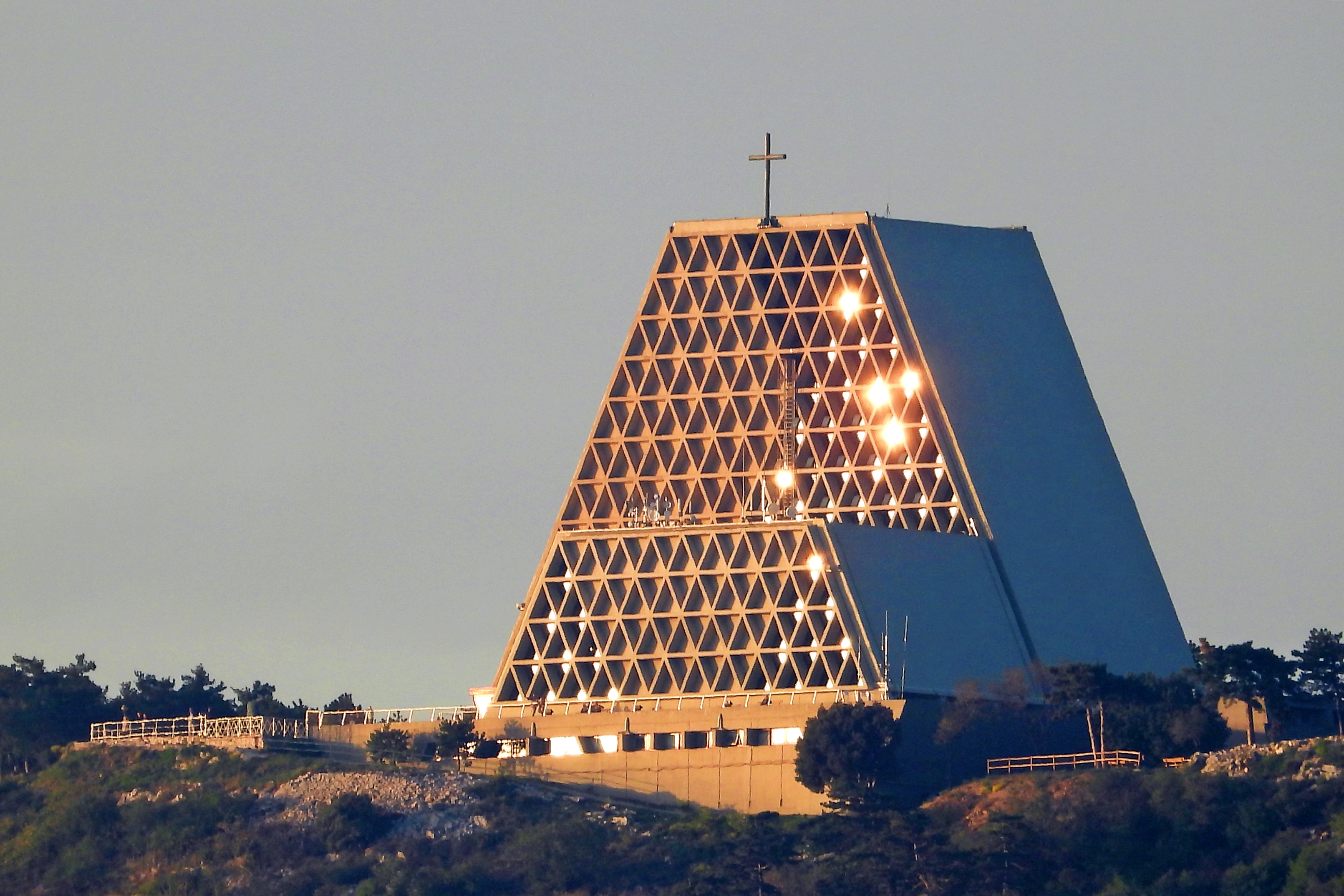
Die Wallfahrtskirche Monte Grisa

Die Wallfahrtskirche Monte Grisa (italienisch: Santuario Nazionale a Maria Madre e Regina) steht ca. 8 km nordnordwestlich von Triest auf dem 330 m hohen Monte Grisa.

## Geschichte
Im Jahr 1945 legte der Bischof von Triest und Koper, Antonio Santin, ein Gelübde ab, er werde eine Kirche bauen lassen, wenn Triest im Krieg vor der Zerstörung bewahrt werde. Nachdem Triest im Krieg weitgehend verschont geblieben war, erhielt Santin von Papst Johannes XXIII. die Erlaubnis, eine Kirche zu Ehren der Maria zu bauen. Die Grundsteinlegung erfolgte am 19. September 1959. Der Bau basiert auf Plänen des Triestiner Bauingenieurs Antonio Guacci (Trani 1912–Triest 1995) und dauerte von 1963 bis 1966.
Der erste Gottesdienst wurde am 30. Mai 1965 gefeiert, die Weihe der Kirche erfolgte am 22. Mai 1966 durch die Kardinäle Antoniutti und Urbani.

## Architektur
Die Wallfahrtskirche ist ein monumentaler Sichtbetonbau, der dem Brutalismus zugeordnet werden kann. Sie ist in eine Ober- und eine Unterkirche sowie angeschlossene Nebengebäude gegliedert und baut in der Gestaltung auf einem Raster gleichseitiger Dreiecke auf. Das Hauptvolumen von insgesamt etwa 40.000 m³ bildet das mit dem Altar nach Osten ausgerichtete Hauptschiff der Oberkirche als eine 40 m hohe dreieckige Scheibe mit abgeschnittener Spitze, die parallel zur steil zum Meer abfallenden Kante des Karstes steht und weithin sichtbar ist.
An der Vorder- und Rückseite erweitert ein kleinerer Baukörper der gleichen geometrischen Grundform den Kirchenraum, er ist hinten an den linken und vorn an den rechten Rand des Hauptschiffes verschoben. Oberkirche und Unterkirche sind mit 1600 und 1500 m² Fläche etwa gleich groß. Die beiden Kirchenräume sind durch interne Treppen verbunden, besitzen jedoch jeweils auch eigene ebenerdige Zugänge.

## Namensgebung
Die Kirche wird unterschiedlich benannt, zum einen nach dem Patrozinium Tempio resp. Santuario Nazionale a Maria Madre e Regina, zum anderen nach dem Standort Tempio oder Santuario Mariano di Monte Grisa.